# Diocesi di Piazza Armerina

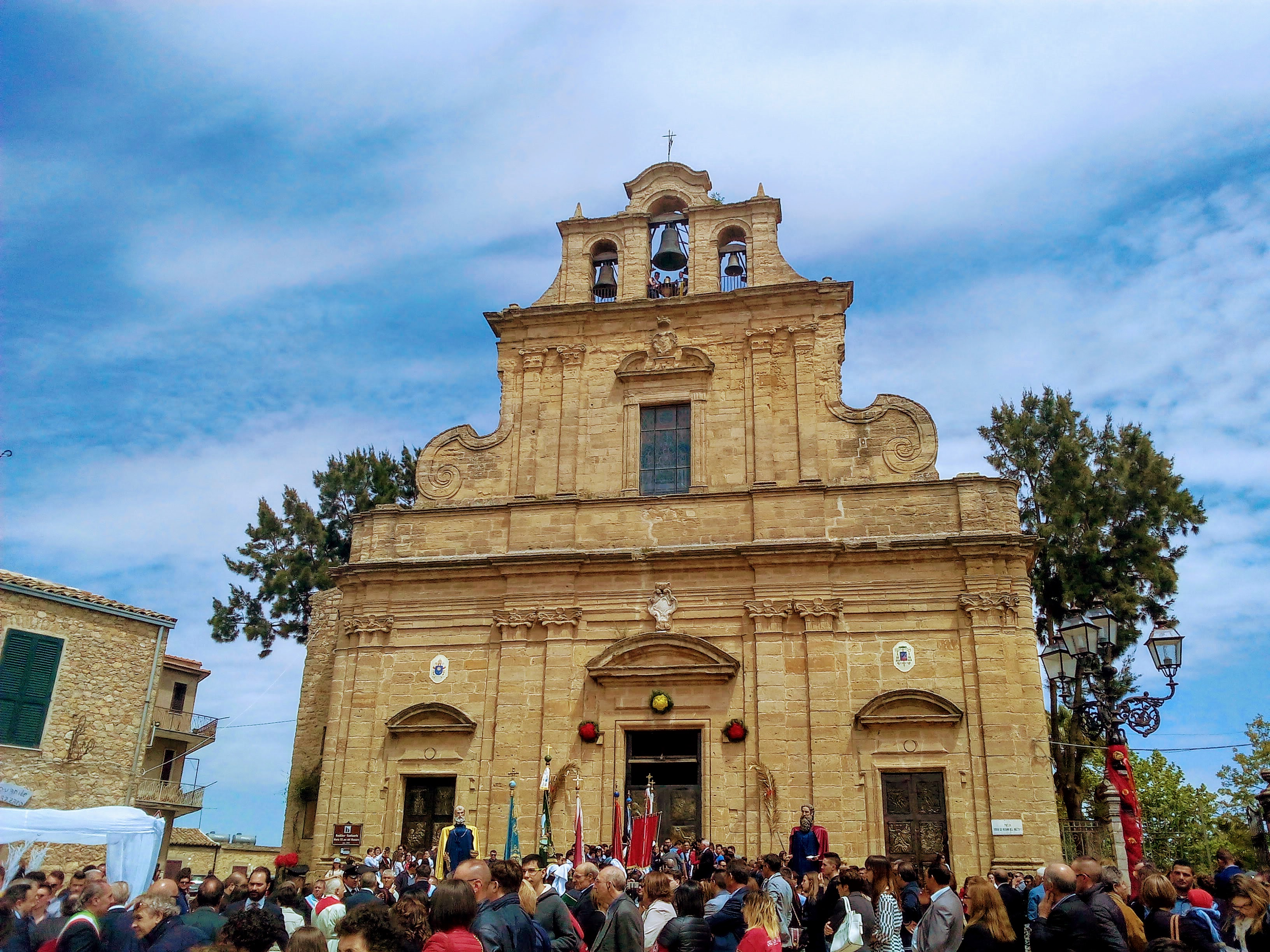
La Basilica santuario di Maria Santissima del Mazzaro.

La diocesi di Piazza Armerina (in latino Dioecesis Platiensis) è una sede della Chiesa cattolica in Italia suffraganea dell'arcidiocesi di Agrigento, appartenente alla regione ecclesiastica Sicilia. Nel 2023 contava 203.000 battezzati su 208.539 abitanti. È retta dal vescovo Rosario Gisana.
Patrona principale della diocesi è la Madonna, venerata con il titolo di "Maria Santissima delle Vittorie"; patrono secondario è san Gaetano da Thiene.

## Territorio
La diocesi comprende 12 comuni in 2 liberi consorzi comunali:
- nel libero consorzio comunale di Enna i comuni di Piazza Armerina, Aidone, Barrafranca, Enna, Pietraperzia, Valguarnera Caropepe e Villarosa;
- nel libero consorzio comunale di Caltanissetta i comuni di Butera, Gela, Mazzarino, Niscemi e Riesi.

Confina a nord con le diocesi di Nicosia e Cefalù, a est con Caltagirone e Ragusa, a ovest con Caltanissetta e Agrigento.
Sede vescovile è la città di Piazza Armerina, dove si trova la cattedrale di Maria Santissima delle Vittorie. 
A Mazzarino sorge la basilica minore e santuario mariano di Maria Santissima del Mazzaro.
Il territorio si estende su 2.003 km² ed è suddiviso in 75 parrocchie. La città di Gela con i suoi 78.000 abitanti costituisce da sola oltre un terzo dell'intera popolazione diocesana con 14 parrocchie. Per estensione, Piazza Armerina è la seconda diocesi siciliana.

## Storia
La nascita della diocesi di Piazza Armerina faceva parte del piano di ampliamento delle diocesi siciliane per favorire la cura pastorale delle popolazioni, deciso dal parlamento di Sicilia e presentato al re Ferdinando III il 5 aprile 1778. Il re, favorevole al progetto, dette incarico alla Deputazione del Regno di studiare la fattibilità dell'operazione, previa una indagine conoscitiva in vista di un riesame complessivo delle diocesi dell'isola. L'iter di fondazione delle nuove diocesi fu interrotto durante il periodo della rivoluzione francese e ripreso dal parlamento siciliano il 24 marzo 1802, quando fu presentata una nuova istanza per il riordino delle diocesi siciliane, accolta anche questa volta favorevolmente dal re.
In questa seconda occasione, la cittadinanza di Piazza Armerina presentò ufficialmente a re Ferdinando la richiesta di avere un proprio vescovado (1805), richiesta che fu prontamente inoltrata alla Santa Sede. Nel gennaio del 1807 papa Pio VII incaricò l'arcivescovo di Palermo Raffaele Mormile di esaminare il progetto di fondazione della diocesi. L'annuncio dell'erezione della nuova sede episcopale suscitò l'opposizione della curia diocesana catanese, dal cui territorio doveva essere ricavata la diocesi, e della città di Enna, che invece desiderava avere per sé la sede episcopale. Intanto Piazza Armerina non rimase ad attendere; il senato e i nobili della città, prima ancora che fosse istituita la diocesi, predisposero la dotazione annua per il vescovo e votarono la cessione degli edifici per il seminario e il palazzo episcopale (1808).
La diocesi venne eretta il 3 luglio 1817 con la bolla Pervetustam locorum di papa Pio VII e fu resa suffraganea dell'arcidiocesi di Monreale.
La nuova diocesi comprendeva 13 comuni smembrati dalla diocesi di Catania (oggi arcidiocesi): Piazza, Aidone, Assoro, Barrafranca, Valguarnera, Enna, San Filippo d'Agira, Mirabella Imbaccari, Raddusa, Leonforte, Nissoria, Pietraperzia e Villarosa. In seguito alla riorganizzazione territoriale delle diocesi siciliane, il 20 maggio 1844 con la bolla In suprema di papa Gregorio XVI Piazza Armerina acquisì l'attuale assetto territoriale, con la cessione di Assoro, San Filippo d'Agira, Leonforte e Nissoria alla diocesi di Nicosia, e di Mirabella Imbaccari e Raddusa alla diocesi di Caltagirone; contestualmente le furono assegnati i comuni di Butera, Gela, Mazzarino, Niscemi e Riesi sottratti alla diocesi di Caltagirone. La diocesi divenne suffraganea dell'arcidiocesi di Siracusa appena elevata al rango di sede metropolitana.
Primo vescovo fu nominato Girolamo Aprile Benso, originario di Caltagirone, che ebbe l'incarico di organizzare la diocesi e di fondare le sue strutture principali. Tra i vescovi successivi si ricordano: Cesare Agostino Sajeva, che fondò l'odierno seminario nell'ex convento dei domenicani (1859). Dopo la morte di mons. Sajeva nel 1867 la sede vacante si protrasse a lungo, anche per i tentativi del governo liberale di intervenire nella nomina dei vescovi, che era soggetta all'exequatur e alla pretesa di subentrare nel regio patronato ai precedenti monarchi, ossia di godere del diritto di presentazione dei vescovi. Dopo la frattura tra Chiesa e Stato con la presa di Porta Pia del 20 settembre 1870, la Santa Sede rifiutò di concordare le nomine dei vescovi e tra il 1871 e il 1872 procedette a nomine unilaterali per le diocesi siciliane. Papa Pio IX scelse Saverio Gerbino: nel 1875 non aveva ancora ricevuto l'exequatur e pertanto aveva ricevuto l'ingiunzione di lasciare il palazzo arcivescovile. Un'eventuale resistenza avrebbe potuto comportare non solo l'uso della forza, ma anche l'allontanamento coatto dalla diocesi e l'affidamento della diocesi a un vicario capitolare. Indisse il primo sinodo diocesano nel 1878 e dette un impulso culturale, disciplinare e spirituale al seminario. 
Figura di rilievo fu quella del vescovo Mario Sturzo (1903-1941), fratello del fondatore del Partito Popolare. Uomo di «ampia cultura filosofica e di profondo zelo pastorale... attraverso le numerose lettere pastorali e i quattro sinodi celebrati diede alla diocesi un'impronta pastorale di grande apertura alle questioni del tempo e di conseguente impegno sociale oltre che di formazione spirituale per il laicato... A lui si deve la fondazione della teoria filosofica del neo-sintetismo e del periodico "Rivista di autoformazione"». Al vescovo Sebastiano Rosso si deve la celebrazione di un congresso eucaristico diocesano e la fondazione, nel 1976, dell'Istituto Superiore di Scienze Religiose.
Il 2 dicembre 2000, in forza della bolla Ad maiori consulendum di papa Giovanni Paolo II, la diocesi di Piazza Armerina è entrata a far parte della nuova provincia ecclesiastica dell'arcidiocesi di Agrigento.
A settembre 2018 papa Francesco ha visitato la diocesi, nel corso del suo viaggio apostolico in Sicilia.

## Cronotassi dei vescovi
Si omettono i periodi di sede vacante non superiori ai 2 anni o non storicamente accertati.
- Girolamo Aprile Benso † (2 ottobre 1818 - 1836 deceduto)
- Pietro Naselli, C.O. † (15 febbraio 1838 - 13 luglio 1840 dimesso[8])
  - Sede vacante (1840-1844)
- Pier Francesco Brunaccini, O.S.B. † (17 giugno 1844 - 24 novembre 1845 nominato arcivescovo di Monreale)
- Cesare Agostino Sajeva † (19 gennaio 1846 - 14 febbraio 1867 deceduto)
  - Sede vacante (1867-1872)
- Saverio Gerbino † (23 febbraio 1872 - 14 marzo 1887 nominato vescovo di Caltagirone)
- Mariano Palermo † (14 marzo 1887 - 9 febbraio 1903 deceduto)
- Mario Sturzo † (22 giugno 1903 - 12 novembre 1941 deceduto)
- Antonino Catarella † (10 gennaio 1942 - 29 ottobre 1970 ritirato[9])
- Sebastiano Rosso † (18 novembre 1970 - 8 gennaio 1986 ritirato)
- Vincenzo Cirrincione † (8 gennaio 1986 - 12 febbraio 2002 deceduto)
- Michele Pennisi (12 aprile 2002 - 8 febbraio 2013 nominato arcivescovo di Monreale)
- Rosario Gisana, dal 27 febbraio 2014

## Statistiche
La diocesi nel 2023 su una popolazione di 208.539 persone contava 203.000 battezzati, corrispondenti al 97,3% del totale.
| anno | popolazione | popolazione | popolazione | presbiteri | presbiteri | presbiteri | presbiteri                | diaconi | religiosi | religiosi | parrocchie |
| anno | battezzati  | totale      | %           | numero     | secolari   | regolari   | battezzati per presbitero | diaconi | uomini    | donne     | parrocchie |
| ---- | ----------- | ----------- | ----------- | ---------- | ---------- | ---------- | ------------------------- | ------- | --------- | --------- | ---------- |
| 1950 | 235.000     | 236.000     | 99,6        | 177        | 138        | 39         | 1.327                     |         | 39        | 251       | 46         |
| 1970 | 242.000     | 245.013     | 98,8        | 175        | 126        | 49         | 1.382                     |         | 49        | 366       | 67         |
| 1980 | 242.800     | 245.900     | 98,7        | 167        | 125        | 42         | 1.453                     |         | 42        | 315       | 69         |
| 1990 | 241.000     | 249.000     | 96,8        | 147        | 108        | 39         | 1.639                     |         | 45        | 261       | 75         |
| 1999 | 220.000     | 226.000     | 97,3        | 135        | 99         | 36         | 1.629                     | 2       | 41        | 197       | 75         |
| 2000 | 220.000     | 226.000     | 97,3        | 127        | 92         | 35         | 1.732                     | 5       | 41        | 179       | 75         |
| 2001 | 220.000     | 226.000     | 97,3        | 130        | 94         | 36         | 1.692                     | 5       | 42        | 184       | 75         |
| 2002 | 220.000     | 226.000     | 97,3        | 131        | 95         | 36         | 1.679                     | 5       | 45        | 182       | 75         |
| 2003 | 220.000     | 227.000     | 96,9        | 135        | 99         | 36         | 1.629                     | 5       | 44        | 182       | 75         |
| 2004 | 218.000     | 224.000     | 97,3        | 129        | 91         | 38         | 1.689                     | 5       | 46        | 176       | 75         |
| 2013 | 216.000     | 224.000     | 96,4        | 136        | 102        | 34         | 1.588                     | 7       | 40        | 134       | 75         |
| 2016 | 215.000     | 222.567     | 96,6        | 137        | 99         | 38         | 1.569                     | 7       | 44        | 113       | 75         |
| 2019 | 215.000     | 222.567     | 96,6        | 133        | 99         | 34         | 1.616                     | 14      | 40        | 118       | 75         |
| 2021 | 212.450     | 219.900     | 96,6        | 129        | 97         | 32         | 1.646                     | 12      | 38        | 117       | 75         |
| 2023 | 203.000     | 208.539     | 97,3        | 110        | 86         | 24         | 1.845                     | 14      | 30        | 119       | 75         |